# لوس أنجلوس سباركس
لوس أنجلوس سباركس (بالإنجليزية: Los Angeles Sparks)‏ هو فريق كرة سلة أمريكي للمحترفات، تأسس في سنة 1997 يقع مقره في لوس أنجلوس. يلعب في دوري الاتحاد الوطني لكرة السلة النسائية وفاز به ثلاث مرات (2001، 2002، 2016).

## وصلات خارجية
- الموقع الرسمي